# Dennis Poore
Roger Dennistown „Dennis“ Poore (* 19. August 1916 in London; † 12. Februar 1987 ebenda) war ein britischer Automobilrennfahrer.

## Karriere
Poore war Fabrikant. Für die Freizeit kaufte er 1947 einen Alfa Romeo, um an Rennen teilzunehmen. Er fuhr erfolgreich Bergrennen und seltener auch Rundstreckenrennen. 1950 wurde er britischer Bergmeister. 1952 kam er zum Connaught-Team, mit dem er einen vierten Platz beim Großen Preis von Großbritannien 1952 auf einem Connaught Type A erreichte. Später startete er vor allem bei Langstreckenrennen, unter anderem beim 24-Stunden-Rennen von Le Mans, und feierte 1955 auf Aston Martin noch einen Sieg in Goodwood.
Obwohl er in seiner Rennkarriere keine Motorradrennen fuhr, wurde er nach seinem Rücktritt vom Rennsport 1956 Chef eines Motorradherstellers, der unter anderem die Marken A.J.S. und Norton-Villiers produzierte.
Dennis Poore starb 1987 mit 70 Jahren.

## Statistik

### Statistik in der Automobil-Weltmeisterschaft

#### Gesamtübersicht
| Saison | Team                  | Chassis          | Motor              | Rennen | Siege | Zweiter | Dritter | Poles | schn. Rennrunden | Punkte | WM-Pos. |
| ------ | --------------------- | ---------------- | ------------------ | ------ | ----- | ------- | ------- | ----- | ---------------- | ------ | ------- |
| 1952   | Connaught Engineering | Connaught Type A | Lea-Francis 2.0 L4 | 2      | −     | −       | −       | −     | −                | 3      | 13.     |
| Gesamt | Gesamt                | Gesamt           | Gesamt             | 2      | −     | −       | −       | −     | −                | 3      |         |

#### Einzelergebnisse
| Saison | 1 | 2 | 3 | 4 | 5 | 6 | 7  | 8 |
| ------ | - | - | - | - | - | - | -- | - |
| 1952   |   |   |   |   |   |   |    |   |
|        |   |   |   | 4 |   |   | 12 |   |

| Legende  | Legende            | Legende                                                          |
| Farbe    | Abkürzung          | Bedeutung                                                        |
| -------- | ------------------ | ---------------------------------------------------------------- |
| Gold     | –                  | Sieg                                                             |
| Silber   | –                  | 2. Platz                                                         |
| Bronze   | –                  | 3. Platz                                                         |
| Grün     | –                  | Platzierung in den Punkten                                       |
| Blau     | –                  | Klassifiziert außerhalb der Punkteränge                          |
| Violett  | DNF                | Rennen nicht beendet (did not finish)                            |
| Violett  | NC                 | nicht klassifiziert (not classified)                             |
| Rot      | DNQ                | nicht qualifiziert (did not qualify)                             |
| Rot      | DNPQ               | in Vorqualifikation gescheitert (did not pre-qualify)            |
| Schwarz  | DSQ                | disqualifiziert (disqualified)                                   |
| Weiß     | DNS                | nicht am Start (did not start)                                   |
| Weiß     | WD                 | zurückgezogen (withdrawn)                                        |
| Hellblau | PO                 | nur am Training teilgenommen (practiced only)                    |
| Hellblau | TD                 | Freitags-Testfahrer (test driver)                                |
| ohne     | DNP                | nicht am Training teilgenommen (did not practice)                |
| ohne     | INJ                | verletzt oder krank (injured)                                    |
| ohne     | EX                 | ausgeschlossen (excluded)                                        |
| ohne     | DNA                | nicht erschienen (did not arrive)                                |
| ohne     | C                  | Rennen abgesagt (cancelled)                                      |
| ohne     | keine WM-Teilnahme |                                                                  |
| sonstige | P/fett             | Pole-Position                                                    |
| sonstige | 1/2/3/4/5/6/7/8    | Punktplatzierung im Sprint-/Qualifikationsrennen                 |
| sonstige | SR/kursiv          | Schnellste Rennrunde                                             |
| sonstige | *                  | nicht im Ziel, aufgrund der zurückgelegten Distanz aber gewertet |
| sonstige | ()                 | Streichresultate                                                 |
| sonstige | unterstrichen      | Führender in der Gesamtwertung                                   |

### Le-Mans-Ergebnisse
| Jahr | Team                      | Fahrzeug                | Teamkollege      | Platzierung | Ausfallgrund |
| ---- | ------------------------- | ----------------------- | ---------------- | ----------- | ------------ |
| 1952 | Aston Martin Ltd.         | Aston Martin DB3 Spyder | Pat Griffith     | Ausfall     | Wasserpumpe  |
| 1953 | Aston Martin Ltd.         | Aston Martin DB3S       | Eric Thompson    | Ausfall     | Motorschaden |
| 1954 | David Brown               | Lagonda DP115           | Eric Thompson    | Ausfall     | Unfall       |
| 1955 | Aston Martin Lagonda Ltd. | Lagonda DP166           | Reginald Parnell | Ausfall     | kein Benzin  |

### Einzelergebnisse in der Sportwagen-Weltmeisterschaft
| Saison | Team         | Rennwagen                       | 1   | 2   | 3   | 4   | 5   | 6   | 7   |
| ------ | ------------ | ------------------------------- | --- | --- | --- | --- | --- | --- | --- |
| 1953   | Aston Martin | Aston Martin DB3S               | SEB | MIM | LEM | SPA | NÜR | RTT | CAP |
| 1953   | Aston Martin | Aston Martin DB3S               |     |     | DNF |     |     | DNF |     |
| 1954   | Aston Martin | Lagonda DP115 Aston Martin DB3S | BUA | SEB | MIM | LEM | RTT | CAP |     |
| 1954   | Aston Martin | Lagonda DP115 Aston Martin DB3S |     |     |     | DNF | 8   |     |     |
| 1955   | Aston Martin | Lagonda DP166 Aston Martin DB3S | BUA | SEB | MIM | LEM | RTT | TAR |     |
| 1955   | Aston Martin | Lagonda DP166 Aston Martin DB3S |     |     |     | DNF | 4   |     |     |